# Rolnik indywidualny
Rolnik indywidualny – właściciel lub dzierżawca nieruchomości rolnej, mieszkający na terenach wiejskich, który prowadzi działalność gospodarczą mającą na celu wytworzenie produktów rolnych i oraz zaspokojenie potrzeb bytowych własnych i rodziny.
Pojęcie rolnik indywidualny wprowadzono w Polsce w związku z występującą sektorowością rolnictwa, w którym wyróżnia się rolnika-spółdzielcę, rolnika-pracownika sektora państwowego.
W Unii Europejskiej za rolnika rozumie się osobę fizyczną lub prawną bądź grupę osób fizycznych lub prawnych, których gospodarstwa rolne położone są na obszarze Wspólnoty.  

## Rolnik indywidualny wg ustawy z 2003 r.
W myśl ustawy o kształtowaniu ustroju rolnego z 2003 r. za rolnika indywidualnego uważa się osobę fizyczną, będącą właścicielem lub dzierżawcą użytków rolnych nieprzekraczających powierzchni 300 hektarów, posiadająca określone przez ustawę kwalifikacje rolnicze i zamieszkałą w gminie, gdzie położona jest jedna z nieruchomości rolnych, wchodzących w skład gospodarstwa rodzinnego. Tylko rolnik indywidualny może prowadzić gospodarstwo rodzinne.

## Rolnik indywidualny wg ustawy z 2012 r.
Za rolnika indywidualnego, uważa się osobę fizyczną będącą:
- właścicielem, użytkownikiem wieczystym, samoistnym posiadaczem lub dzierżawcą nieruchomości rolnych, których łączna powierzchnia użytków rolnych nie przekracza 300 ha,
- posiadającą kwalifikacje rolnicze,
- co najmniej od 5 lat zamieszkałą w gminie, na obszarze której jest położona jedna z nieruchomości rolnych wchodzących w skład gospodarstwa rolnego,
- prowadzi przez okres co najmniej od 5 lat osobiście to gospodarstwo,
- w przypadku dzierżawy gruntów z Zasobu Rolnego Skarbu Państwa musi mieć nie więcej niż 40 lat.

## Rolnik jako osoba fizyczna
Rolnika jako osobę fizyczną uważa się wówczas, jeżeli osobiście prowadzi gospodarstwo rolne, czyli pracuje w tym gospodarstwie oraz podejmuje wszelkie decyzje dotyczące prowadzenia działalności rolniczej w tym gospodarstwie.

## Kwalifikacje rolnicze
Zgodnie z ustawą o kształtowaniu ustroju rolnego, uważa się że osoba fizyczna posiada kwalifikacje rolnicze, jeżeli uzyskała:
- wykształcenie rolnicze zasadnicze zawodowe, zasadnicze branżowe, średnie, średnie branżowe lub wyższe,
- tytuł kwalifikacyjny lub tytuł zawodowy, lub tytuł zawodowy mistrza w zawodzie przydatnym do prowadzenia działalności rolniczej i posiada co najmniej 3-letni staż pracy w rolnictwie,
- wykształcenie wyższe inne niż rolnicze i posiada co najmniej 3-letni staż pracy w rolnictwie albo wykształcenie wyższe inne niż rolnicze i ukończone studia podyplomowe w zakresie związanym z rolnictwem, albo wykształcenie średnie lub średnie branżowe inne niż rolnicze i posiada co najmniej 3-letni staż pracy w rolnictwie, lub
- wykształcenie podstawowe, gimnazjalne, zasadnicze zawodowe lub zasadnicze branżowe inne niż rolnicze i posiada co najmniej 5-letni staż pracy w rolnictwie.

## Staż pracy w rolnictwie
Za staż pracy  uznaje się okres, w którym osoba fizyczna:
- podlegała ubezpieczeniu społecznemu rolników,
- prowadziła działalność rolniczą w gospodarstwie rolnym o obszarze nie mniejszym niż 1 ha stanowiącym jej własność, przedmiot użytkowania wieczystego, przedmiot samoistnego posiadania lub dzierżawy,
- była zatrudniona w gospodarstwie rolnym na podstawie umowy o pracę lub spółdzielczej umowy o pracę, wykonując pracę związaną z prowadzeniem działalności rolniczej,
- wykonywała pracę związaną z prowadzeniem działalności rolniczej w charakterze członka spółdzielni produkcji rolnej,
- odbyła staż, obejmujący wykonywanie czynności związanych z prowadzeniem działalności rolniczej.